# Etchells (Bootsklasse)
Etchells ist der Name einer offenen 3-Mann-Segelbootsklasse, die 1974 von der damaligen International Sailing Federation (ISAF) als Internationale Kielbootklasse und Einheitsklasse anerkannt wurde.
Die Etchells wurde 1966 von dem US-amerikanischen Yachtkonstrukteur Skip Etchells aus Greenwich (Connecticut) entworfen. Die Bootsklasse war bis 1990 bekannt unter dem Namen „Etchells 22“ oder „E22“, wobei sich die 22 auf die Wasserlinienlänge (LWL) von 22 Fuß bezog. Die Etchells-Bootsklasse wurde schnell bei den Seglern sehr populär und die internationale Klassenvereinigung ist weltweit organisiert in über 50 Flotten.

## Geschichte der Etchells
Im Jahr 1965 trat die Yachtpublikation „Yachting Magazin“ bei der Suche nach einem neuen 3-Mann-Kielboot für die olympischen Segelwettbewerbe als Sponsor für einen Designwettbewerb auf, basierend auf den Vorgaben der International Yacht Racing Union (IYRU – heute: World Sailing). Skip Etchells hatte den Designwettbewerb mit Interesse verfolgt, aber erst als reale Wettfahrten im Herbst 1966 auf der Ostsee vor Kiel angesetzt waren, entschloss er sich eine Yacht zu entwerfen und mit einem Prototyp namens Shillalah in Kiel anzutreten, gesegelt von ihm selbst. An dem Wettbewerb nahmen verschiedene Bootsklassen wie Soling, Conqueror, Thrice, Ander und Kobold teil. Von den zehn gesegelten Wettfahrten gewann Shillalah acht.

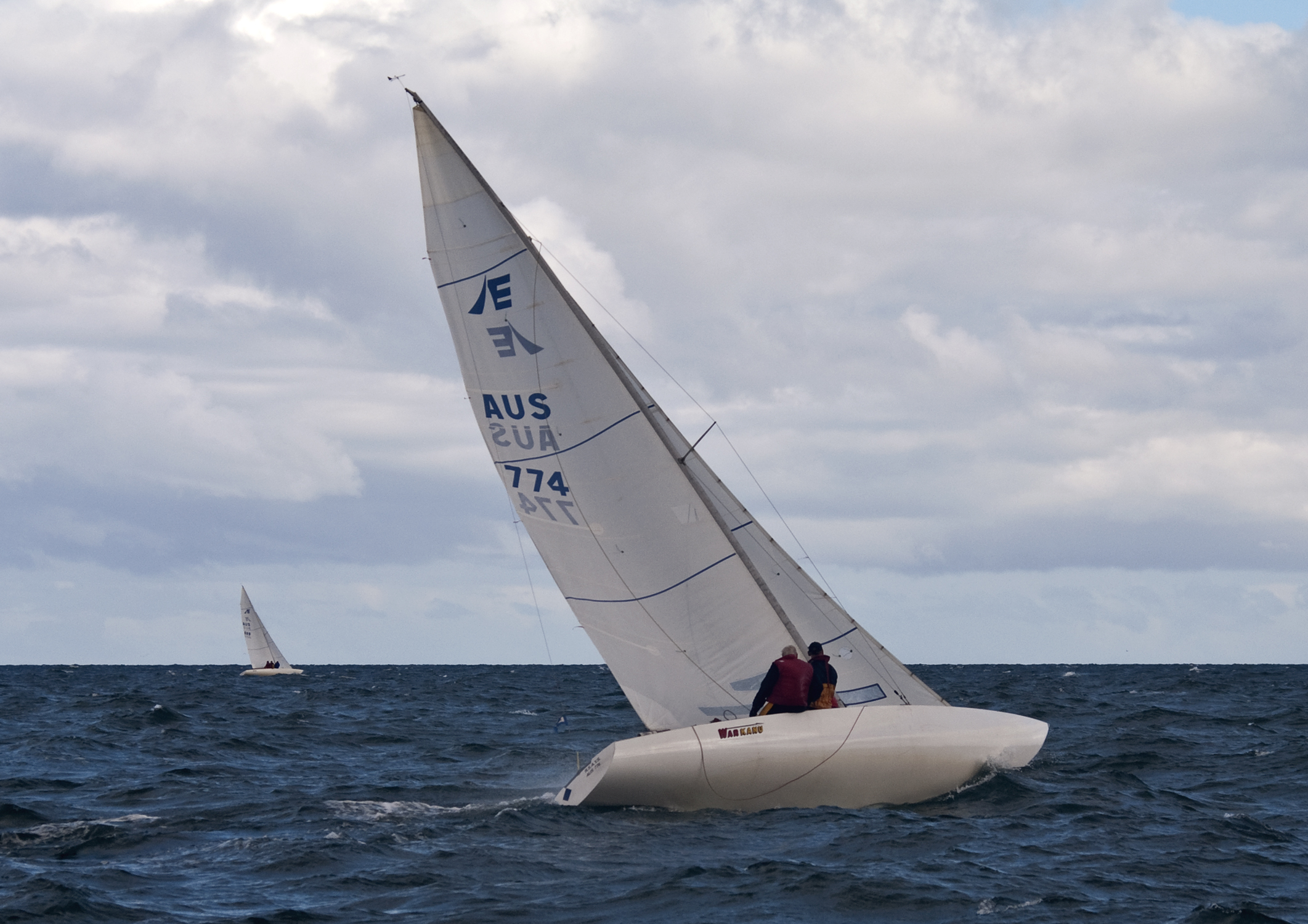
Etchells hoch am Wind

Weil man sich nicht auf einen Sieger einigen konnte, entschied die Jury, eine neue Sichtungsregatta im Jahr 1967 vor Travemünde zu veranstalten und dazu die 5,5-Meter-Klasse und die Drachen mit einzuladen. Skip Etchells baute nach seinem Holzboot Shillalah eine Yacht aus Kunststoff. Von den 13 durchgeführten Wettfahrten gewann Shillalah II zehn Wettfahrten. Einen elften Sieg verpasste Skip Etchells nur um eine Sekunde Differenz und wurde so zum unangefochtenen Gesamtsieger der Auswahlregatta. Die Entscheidung für die Soling als 3-Mann-Kielboot der olympischen Segelwettbewerbe blieb nach den Regattaergebnissen unerklärlich. Ein möglicher Grund lag im relativ hohen Preis von Etchells Konstruktion mit 6800 US-Dollar. Das Fazit der Sichtungsregatta war die enorme Überlegenheit der Mehrheit der neuen Konstruktionen gegenüber den etablierten Kielbootklassen. Die brandneue 5,5-Meter-Klasse wurde deutlich von Etchells Design geschlagen und die Drachen wurden deutlich Letzte in der Punktwertung.
Nach der Rückkehr der Shillalah II in die USA im Jahr 1967 überzeugten die Segler George Cane, James Fulton und David Larr, die auf dem Long Island Sound segelten, weitere Segler davon bei Skip Etchells Werft, der „Old Greenwich Boat Company“ in Old Greenwich (Connecticut), insgesamt 21 Boote zur Lieferung im Sommer 1968 zu bestellen. Die Bootswerft hatte sich seit den 1950er Jahren einen Ruf für den Bau besonders schneller Starboote erworben.
Es formierte sich eine Klassenvereinigung und das neue Kielboot wurde „E22“ nach der Wasserlinienlänge von 22 Fuß getauft. Man verabredete strikte Einheitsklassen-Vorschriften und verabredet einen Regattakalender für 1968. Bis 1969 baute die Werft insgesamt 36 Boote. Später produzierte die Firma „Tillotson-Pearson“ Rümpfe für Etchells.
1972 erhielt die „E22“ den internationalen Status von der IYRU und wurde mit den Klassenvorschriften, Messvorschriften und Einheitsklassen-Vorgaben am 1. Juli 1974 als Internationale Klasse anerkannt.
Im Jahr 1990 änderte die Klasse offiziell ihren Namen in „International Etchells“ und „International Etchells Class Association“. Damit war eine Änderung des Segelzeichens verbunden. Das neue Logo wurde 1996 bestätigt.
Heute wird das offene 3-Mann-Kielboot mit mehr als 1.200 Einheiten in über 50 Ländern gesegelt. Große Flotten starten in den USA, Großbritannien, Neuseeland und Australien – aus diesen Ländern kommen bis auf wenige Ausnahmen auch die Weltmeister. Zurzeit ist besonders die australische Flotte aktiv.

## Zitate
„Die Etchells ist der beste Beweis dafür, dass Funktionäre eben doch keine Ahnung von Segelbooten haben!“

## Konstruktion
Die Etchells ist ein sehr schnelles, offenes Kielboot, das als steif (aufrecht) segelndes slup-getakeltes Boot sehr gut auf Regatten mit einer Mannschaft von drei bis vier Mann sicher beherrscht werden kann. Die Yacht kreuzt in einem Winkel von 70 Grad gegen den Wind und reagiert sehr feinfühlig auf Trimmveränderungen an Takelage und Segeln.
Sie hat eine schnittige Rumpfform mit einer geringen benetzten Oberfläche, was ihr sehr gute Leichtwindeigenschaften verleiht. Bei stärkeren Winden gleitet sie sehr schnell. Die Segelgarderobe besteht aus Großsegel, Fock und Spinnaker. Die Etchells-Yachten sind leicht auf einem Bootsanhänger zwischen den Regatten zu transportieren.
Die strikten Einheitsklassenvorschriften werden von einer gut organisierten Klassenvereinigung überwacht. Der hohe Baustandard und die unbedingte Gleichheit der Boote werden genauestens kontrolliert. Die Klassenvereinigung lizenziert gemeinsam mit der International Sailing Federation nur drei Bootbauer weltweit:
- Ontario Yachts in Burlington, in Ontario, Kanada: baut Etchells seit 1975
- Pacesetter Etchells P/L in New South Wales, Australien: lizenziert seit 1996
- David Heritage Racing Yachts, in Cowes, Isle of Wight, England: lizenziert seit 2005

## Regatten
Die sehr guten Segeleigenschaften der Etchells ziehen viele prominente Regattasegler an, wie zum Beispiel:
- Dirk Kneulman
- John Bertrand
- Dennis Conner
- Gary Jobson
- Russell Coutts
- Dave Curtis
- Poul Høj Jensen

## Weltmeisterschaften
| Jahr und Ort       | Gold                                                                      | Silber                                                                | Bronze                                                           |
| ------------------ | ------------------------------------------------------------------------- | --------------------------------------------------------------------- | ---------------------------------------------------------------- |
| 1975 Marblehead    | Vereinigte Staaten Randy Bartholomew                                      |                                                                       |                                                                  |
| 1976 Newport       | Vereinigte Staaten Dave Curtis Bob Danforth                               |                                                                       |                                                                  |
| 1977 Newport       | Australien Frank Tolhurst                                                 |                                                                       |                                                                  |
| 1978 Balboa        | Vereinigte Staaten Dave Curtis                                            |                                                                       |                                                                  |
| 1979 Toronto       | Australien John Savage                                                    |                                                                       |                                                                  |
| 1980 Brighton      | Australien Peter O’Donnell                                                |                                                                       |                                                                  |
| 1981 Marblehead    | Vereinigte Staaten Dave Curtis                                            |                                                                       |                                                                  |
| 1982 San Francisco | Vereinigte Staaten Dave Curtis                                            |                                                                       |                                                                  |
| 1983 Rye           | Vereinigte Staaten Dave Curtis                                            |                                                                       |                                                                  |
| 1984 Sydney        | Australien Iain Murray                                                    |                                                                       |                                                                  |
| 1985 Balboa        | Vereinigte Staaten Dave Curtis                                            |                                                                       |                                                                  |
| 1986 Toronto       | Vereinigte Staaten Bruce Burton                                           |                                                                       |                                                                  |
| 1987 Marblehead    | Vereinigte Staaten Bruce Burton                                           |                                                                       |                                                                  |
| 1988 Newport       | Australien John Savage                                                    |                                                                       |                                                                  |
| 1989 San Diego     | Vereinigte Staaten Larry Klein                                            |                                                                       |                                                                  |
| 1990 Fremantle     | Vereinigtes Königreich Chris Law                                          |                                                                       |                                                                  |
| 1991 San Francisco | Vereinigte Staaten Dennis Conner                                          |                                                                       |                                                                  |
| 1992 Larchmont     | Vereinigte Staaten Dave Curtis                                            |                                                                       |                                                                  |
| 1993 Brisbane      | Australien Colin Beashel                                                  |                                                                       |                                                                  |
| 1994 Balboa        | Vereinigte Staaten Dennis Conner                                          |                                                                       |                                                                  |
| 1995 Brighton      | Australien Colin Beashel                                                  |                                                                       |                                                                  |
| 1996 Cowes         | Vereinigtes Königreich Adam Gosling                                       |                                                                       |                                                                  |
| 1997 Hongkong      | Dänemark Poul Høj Jensen                                                  |                                                                       |                                                                  |
| 1998 Marblehead    | Kanada Dirk Kneulman                                                      |                                                                       |                                                                  |
| 1999 Pittwater     | Australien Cameron Miles                                                  |                                                                       |                                                                  |
| 2000 San Diego     | Vereinigte Staaten Vince Brun                                             |                                                                       |                                                                  |
| 2001 Lymington     | Vereinigtes Königreich Stuart Childerley Simon Russel Nick Pearson        | Australien Cameron Miles Phil Smidmore James Mayjor                   |                                                                  |
| 2002 Gulf Harbour  | Vereinigtes Königreich Stuart Childerley Simon Russel Roger Marino        | Australien Mark Bradford Mike O’Brien Gary Adshead                    | Australien Cameron Miles Phil Smidmore James Mayjor              |
| 2003 Greenwich     | Vereinigte Staaten Ken Read Scott Norris Karl Anderson                    | Vereinigte Staaten Jud Smith Henry Frazer Andrew Wills                | Australien Cameron Miles Phil Smidmore James Mayjor              |
| 2004 Mooloolaba    | Australien Peter McNeill Paul Turner Greg Torpy                           | Australien Cameron Miles Chris Links David Sampson                    | Australien Glenn Collings Steve Young Jake Gunther               |
| 2005 Richmond      | Vereinigte Staaten Tito Gonzales Bill Mauk Jeff Linton Diego Gonzales     | Vereinigte Staaten Samuel Kahn Brian Lee Jeff Madngali Adrian Finglas | Australien Iain Murray George Szabo Andrew Palfrey               |
| 2006 Fremantle     | Vereinigte Staaten Jud Smith Dirk Kneulman Andrew Wills Thomas Saunders   | Neuseeland Alastair Gair David Ridley Carl Peters Derek Scott         | Vereinigtes Königreich Ante Razmilovic Jez Fanstone Stuart Flinn |
| 2007 Cowes         | Vereinigtes Königreich Andy Beadsworth Oscar Strugstad Simon Fry          | Vereinigte Staaten Jud Smith David McClintock Steve Girling           | Vereinigtes Königreich Ante Razmilovic Jez Fanstone Stuart Flinn |
| 2008 Chicago       | Vereinigte Staaten Bill Hardesty Erik Shampain Steve Hunt Jennifer Wilson | Vereinigte Staaten Chris Busch Chad Hough Chuck Sinks Peter Burton    | Vereinigte Staaten Judson Smith Henry Frazer James Porter        |
| 2009 Melbourne     | Australien Jason Muir Matthew Chew Paul Wyatt Bucky Smith                 | Australien Damien King Simon Cunnington James Ware Andrew Butler      | Australien John Bertrand Andrew Palfrey Ben Ainslie Chris Busch  |